# TCT Open
Il TCT Open è stato un torneo professionistico di tennis giocato su campi in terra rossa. Faceva parte dell'ATP Challenger Series. Si è giocata la sola edizione del 2002 al Tennis Club Tunis di Tunisi, in Tunisia.

## Albo d'oro

### Singolare
| Anno | Campione       | Finalista   | Punteggio |
| ---- | -------------- | ----------- | --------- |
| 2002 | Raemon Sluiter | Mario Radić | 6–2, 7–5  |

### Doppio
| Anno | Campioni                          | Finalisti                 | Punteggio   |
| ---- | --------------------------------- | ------------------------- | ----------- |
| 2002 | Álex López Morón Andrés Schneiter | Devin Bowen Ashley Fisher | 6–4, 7–6(6) |